# منطقه تجارت آزاد قاره آفریقا
منطقه تجارت آزاد قاره آفریقا (به انگلیسی:African Continental Free Trade Area با سرواژه: AfCFTA) یک منطقه تجارت آزاد است که بیشتر آفریقا را در بر می‌گیرد. این منطقه در سال ۲۰۱۸ میلادی و توسط توافقنامه تجارت آزاد قاره آفریقا (به انگلیسی:African Continental Free Trade Agreement) که دارای ۴۳ عضو و ۱۱ امضاکننده دیگر است ایجاد شد. این منطقه بزرگ‌ترین منطقه تجارت آزاد از نظر تعداد کشورهای عضو، پس از سازمان تجارت جهانی، و بزرگ‌ترین منطقه از نظر جمعیتی و مقیاس جغرافیایی است. این منطقه شامل ۱٫۳ میلیارد نفر می‌باشد.